# Ptilinus pectinicornis
Ptiline pectinicorne
Espèce
Ptilinus pectinicornis, le Ptiline pectinicorne, est une espèce de la famille des Anobiidae, et plus précisément du genre Ptilinus. Elle est ainsi nommée en raison de la structure caractéristique des antennes du mâle, qui sont longuement pectinées, c'est-à-dire en forme de peigne, bien que celles des femelles soient dentées (ou denticulées).

## Description
L'anatomie de cette espèce correspond aux traits généraux des Insectes coléoptères, avec un corps divisé en trois parties (tête, thorax et abdomen), un exosquelette rigide ainsi qu'une paire d'antennes, d'ailes et d'élytres. Elle se distingue néanmoins par un corps allongé de forme cyllindrique, d'une longueur de 3 à 6 mm, légèrement arrondi à l'apex. La cuticule de son corps est d'une couleur foncée, granuleuse – car ponctuée – et pubescente. La tête est noire, peu visible en vue dorsale, car dissimulée sous le pronotum. Le pronotum est brun-noir, globuleux et granuleux. L'abdomen, en vue ventrale, est aussi foncé que la tête et le pronotum ; en vue dorsale, les élytres sont d'une couleur légèrement plus claire, allant d'un brun clair à brun foncé, bien que l'apex – qui est arrondi et granuleux – soit plus clair. Les élytres sont parallèles et granuleuses, car ponctuées, et pubescentes.

Ptilinus pectinicornis
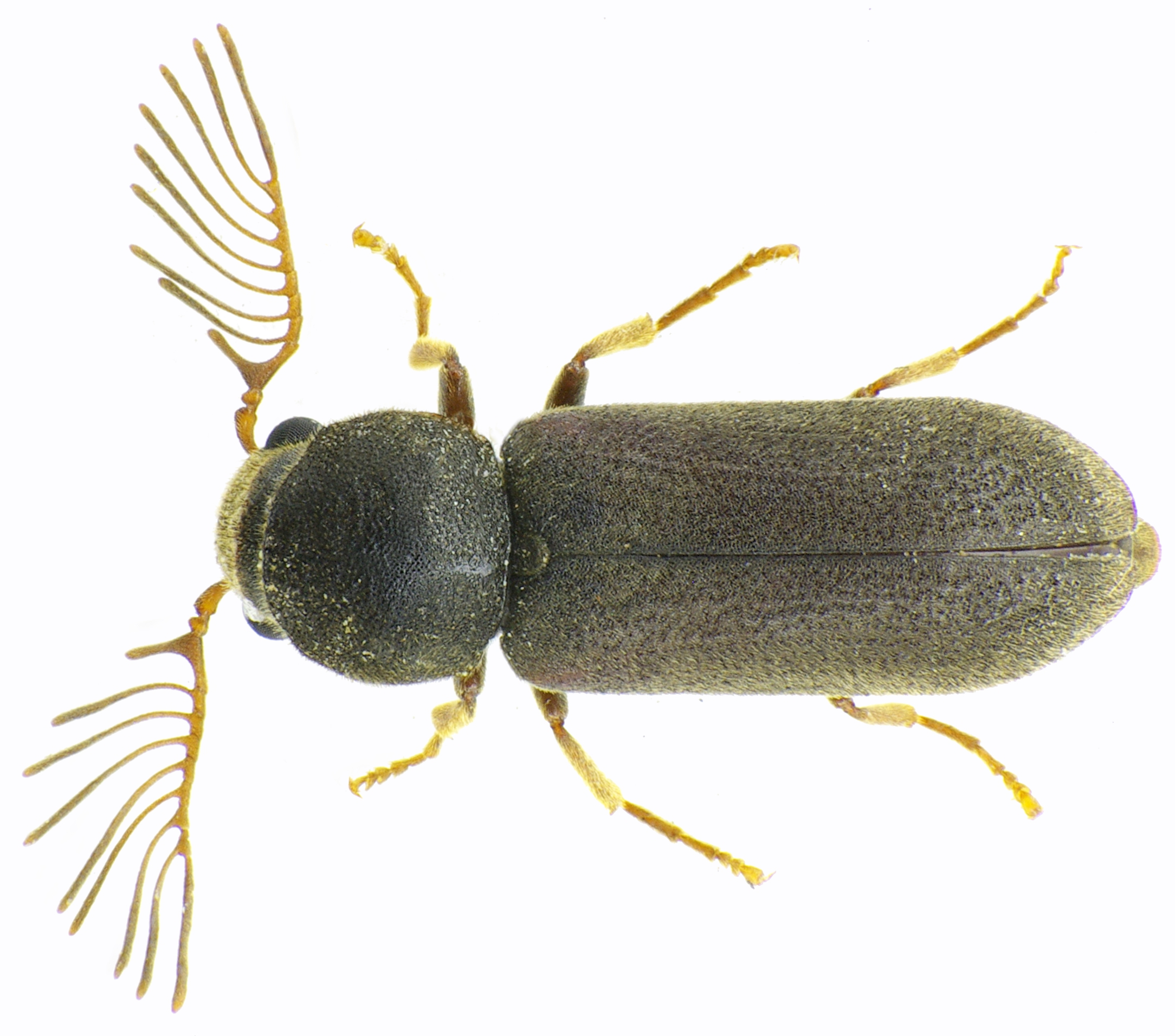
Vue dorsale, mâle.
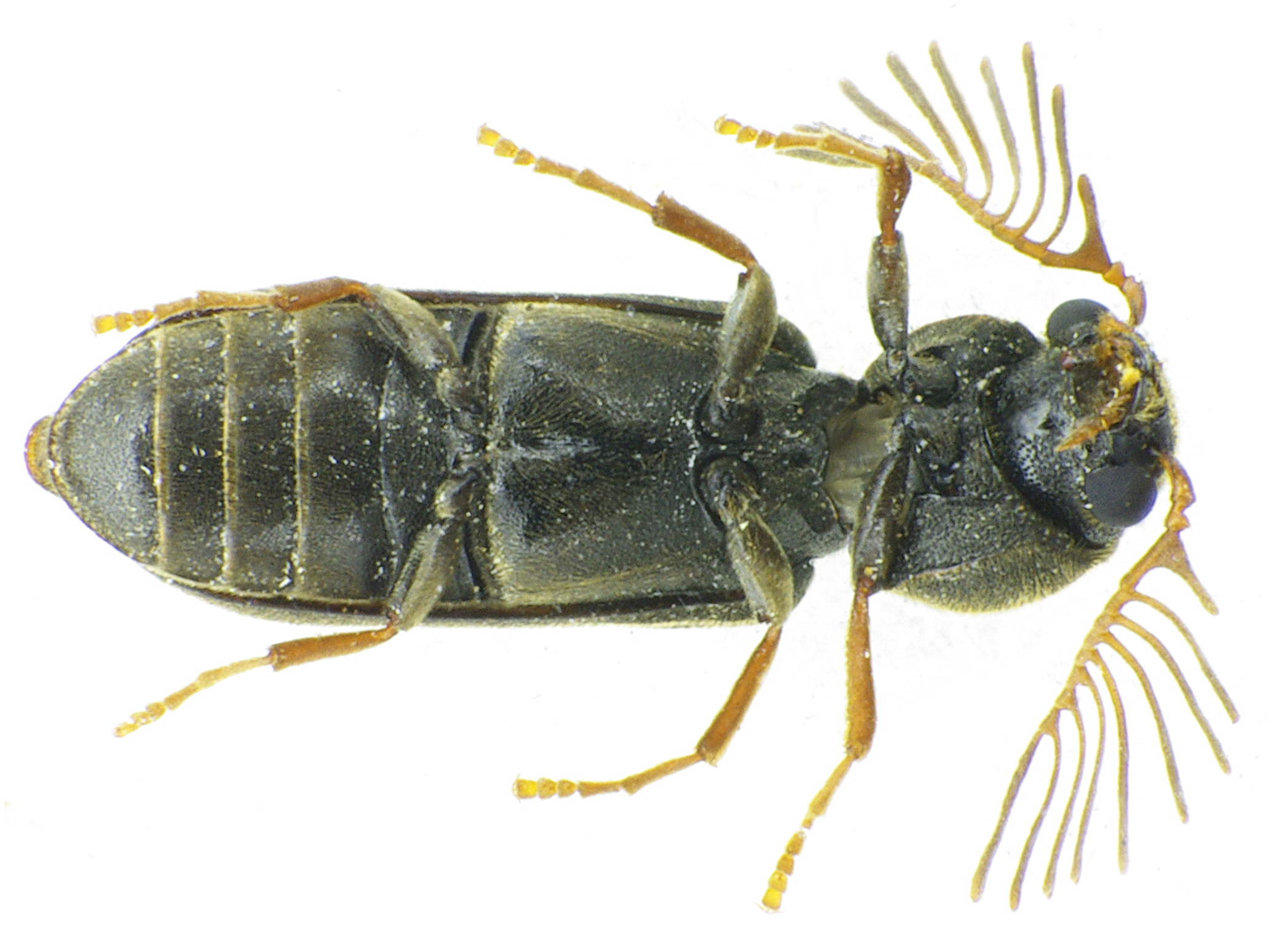
Vue ventrale, mâle.
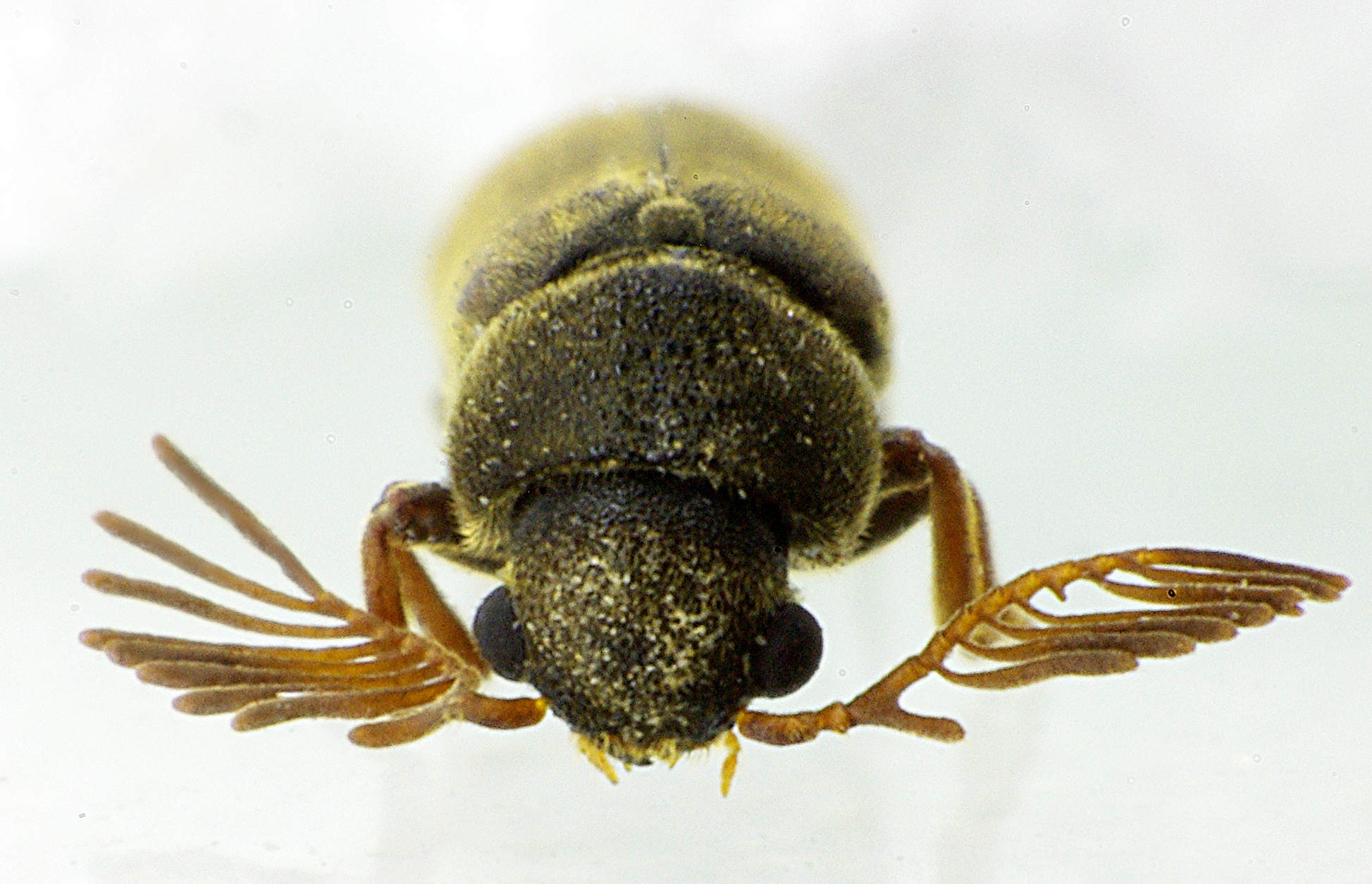
Vue frontale, mâle.
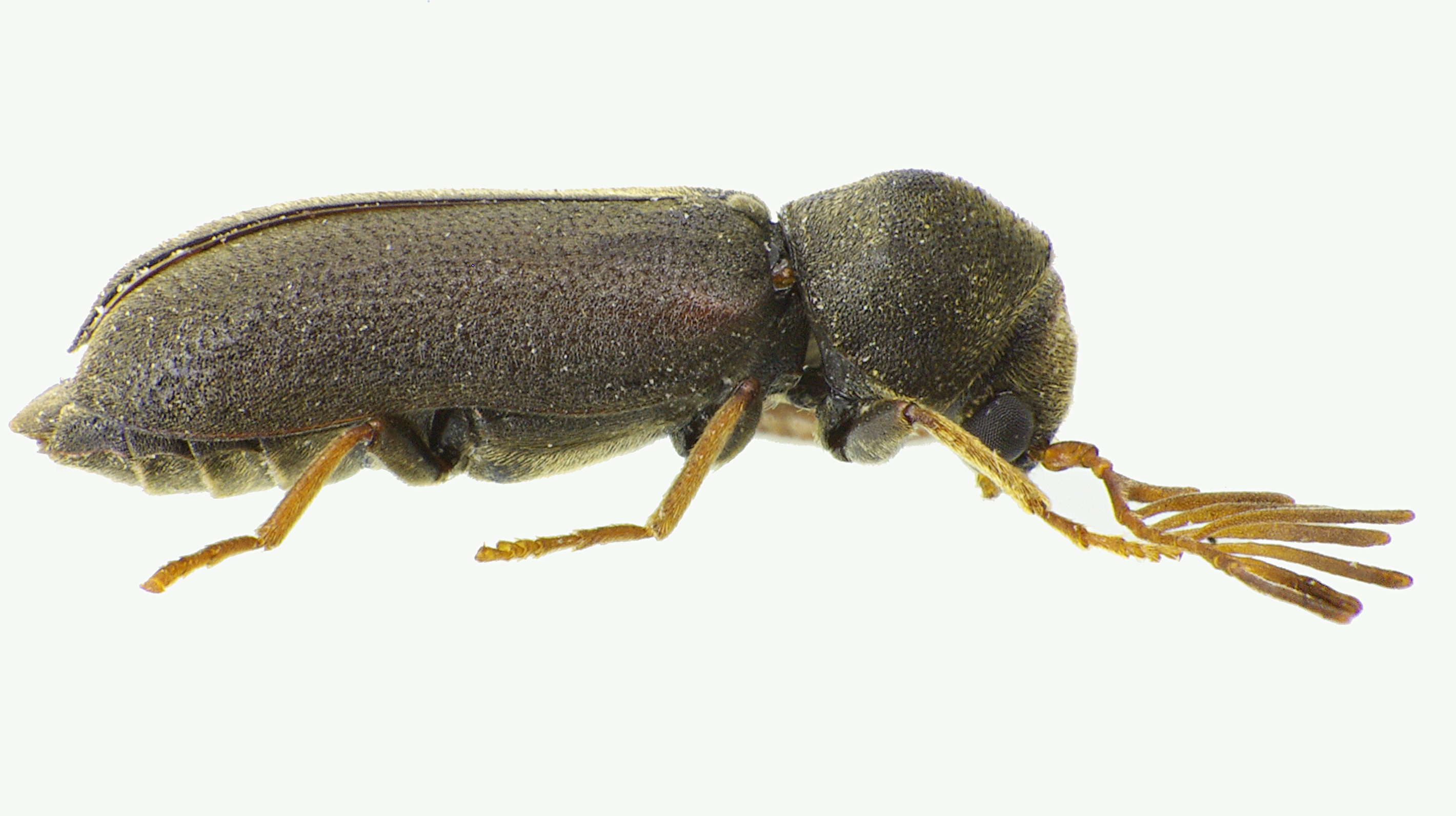
Vue latérale, mâle.

Chez le mâle, il est plus rectiligne, notamment à la jonction avec l'abdomen, tandis que chez la femelle, il est plus courbé. Cependant, au niveau de la tête, c'est celui du mâle qui présente une courbure plus marquée.
Le dimorphisme sexuel observable au niveau du pronotum et des antennes. Chez le mâle, le pronotum est courbé à l'avant (vers la tête) et légèrement plus rectiligne à l'arrière (à la jonction de l'abdomen) que chez la femelle, où il est plus courbé vers l'avant mais plus arrondi vers l'arrière. Les antennes du mâle sont longuement pectinées, tandis que celles de la femelle sont denticulées (dentées).

Dimorphisme sexuel
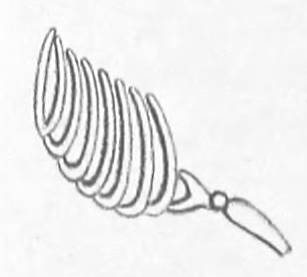
Antennes du mâle.
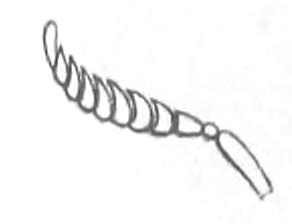
Antennes de la femelle.

## Répartition
C'est une espèce terrestre, principalement considérée comme européenne, présente dans l'écozone paléarctique, notamment en Europe continentale et insulaire, y compris dans les îles Britanniques et méditerranéennes. Toutefois, sa présence a également été répertoriée en dehors de ce territoire, notamment aux Açores, aux États-Unis[réf. souhaitée] et en Australie.

## Systématique
Le nom valide complet (avec auteur) de ce taxon est Ptilinus pectinicornis (Linnaeus, 1758).
L'espèce a été initialement classée dans le genre Dermestes sous le protonyme Dermestes pectinicornis Linnaeus, 1758,.
Ce taxon porte en français le nom vernaculaire ou normalisé suivant : « ptiline pectinicorne, ».
Ptilinus pectinicornis a pour synonymes :
- Bostrichus pectinatus Laicharting, 1781
- Dermestes pectinicornis Linnaeus, 1758
- Ptilinus aspericollis Menetries, 1832
- Ptilinus cylindricus O.F.Müller, 1776
- Ptilinus discolor (Falderman, 1838)
- Ptilinus friendi Simeone, 1961
- Ptilinus impressifrons Kuester, 1847
- Ptilinus serraticornis (Marsham, 1802)
- Ptinus serraticornis Marsham, 1802
- Xyletinus discolor Faldermann, 1839

### Publication originale
- (la) Caroli Linnæi [Carl von Linné], Systema naturae per regna tria naturae: secundum classes, ordines, genera, species, cum characteribus, differentiis, synonymis, locis [« Le système de la nature est divisé en trois règnes de la nature, selon les classes, les ordres, les genres, les espèces, avec les caractères, les différences, les synonymes et les lieux »], Holmiae [Stockholm], Laurentius Salvius [Lars Salvius], 1758, 10e éd., 824 p. (DOI 10.5962/bhl.title.542, lire en ligne). (description à la page 355)